# Partenstein (gmina)

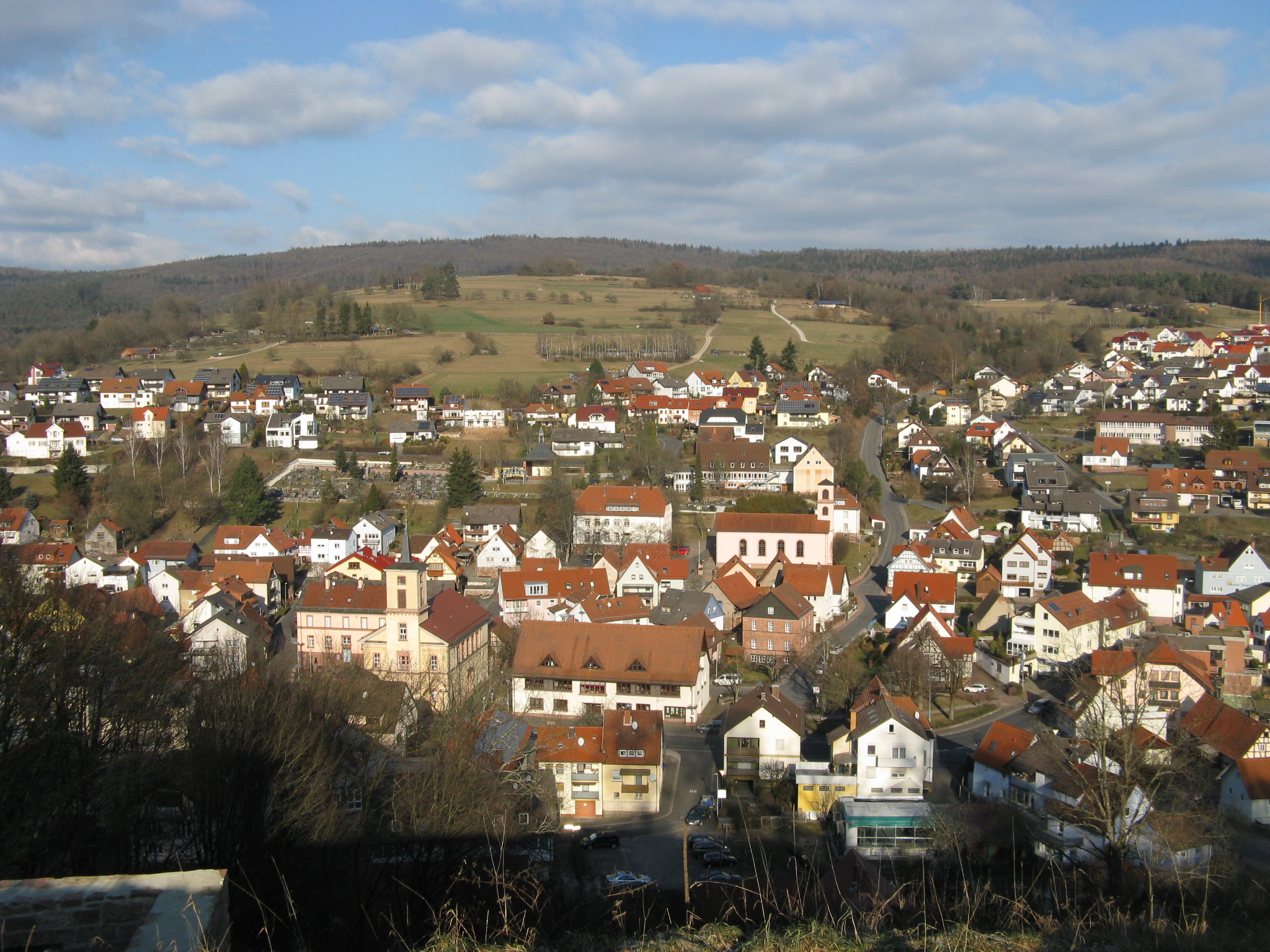
Partenstein

Partenstein – miejscowość i gmina w Niemczech, w kraju związkowym Bawaria, w rejencji Dolna Frankonia, w regionie Würzburg, w powiecie Main-Spessart, siedziba wspólnoty administracyjnej Partenstein. Leży w Spessart, około 21 km na północny zachód od Karlstadt, nad rzeką Aubach, przy drodze B276 i linii kolejowej Frankfurt nad Menem – Würzburg.

## Dzielnice
W skład gminy wchodzą dwie dzielnice: 
- Partenstein
- Partensteiner Forst.

## Demografia
| Rok  | Liczba mieszk. |
| ---- | -------------- |
| 1970 | 2516           |
| 1987 | 2683           |
| 2000 | 2881           |
| 2005 | 2853           |

## Współpraca
Miejscowość partnerska:
- Thise, Francja

## Zabytki i atrakcje
- Kościół parafialny pw. św. Jana Chrzciciela (St. Johannes der Täufer) z 1836
- zbór ewangelicki, wybudowany w 1830/1831
- ruiny zamku (z 1633)

## Oświata
(na 1999)

W gminie znajduje się 100 miejsc przedszkolnych (z 90 dziećmi) oraz szkoła podstawowa (8 nauczycieli, 153 uczniów).